# علامة فريدريش
علامة فريدريش علامة طبية تتمثل في انخفاض مبالغ فيه في الضغط الوريدي المركزي الانبساطي الذي يُرى في التهاب التامور المُضيق (خصوصًا مع تامور شديد التكلس)، وهذا يظهر على أنه انهيار مفاجئ لأوردة الرقبة أو هبوط ملحوظ في شكل الضغط الوريدي المركزي.

## التسمية
سُميت نسبة إلى الطبيب نيكولاوس فريدريش.